# Rocanys
Els Rocanys és una muntanya de 578 metres que es troba al municipi de l'Aleixar, a la comarca catalana del Baix Camp.